# Теофана фон Саксен
Д-р Tеофана Аладжова фон Саксен e саксонска принцеса от български произход.
Нейният прадядо е руски офицер от благороднически род от Кострома, Русия. Казва се Петър Иванович Мичурин и е братовчед на биолога Иван Мичурин. Той дошъл в България по време на Освободителната война.
С брака си за принц Херман фон Саксен, член на фамилията на последния саксонски владетел Фридрих Август III (Саксония) – рода Ветини, тя придобива титлата Принцеса на Саксония, Херцогиня на Саксония.
Баща ѝ – Петър Аладжов е директор на Българска търговска банка и Върховен комисар на стопанството по време на Втората световна война. Завършва Лудвиг Максимилиан университет с право и икономика.
Дарява средства за изграждането на паметник на Стефан Стамболов във Велико Търново. Патрон на организацията Freunde des deutschen Herzzentrums.
Към началото на 2019 г. е осигурила 76 камиона с общо 3300 болнични легла и многобройни други медицински оборудвания на български болници. Носител на Почетен плакет от Министерство на здравеопазването на България и наградата „Велико Търново“ като признание за дългогодишната ѝ дарителска дейност.
През 2019 г. получава наградата „Братя Евлоги и Христо Георгиеви“.